# 團菊爺・菊吉爺
團菊爺（だんぎく じじい）・菊吉爺（きくきち じじい）は、歌舞伎の好劇家間で用いられる俗語・隠語の一種。

## 概要
明治の九代目市川團十郎・五代目尾上菊五郎、あるいは戦前の六代目尾上菊五郎・初代中村吉右衛門こそが最高の役者であるという信念に基き、彼らに今の役者は遠く及ばないという下降史観によって役者や舞台を批判する老人のことを、それよりも若い世代が揶揄的に、あるいは老人自身が自嘲的に言う言葉。多くの場合、自分は過去の名優の舞台を実見することができたが、それより若い世代は彼らを見ることができない、というひそかな優越感をもとにして、「彼らの舞台こそがほんとうの歌舞伎である（しかしながら彼らはもはや死に、今となっては「ほんとうの歌舞伎」というものを見ることは不可能である）」といった主張をするために、実際にそれらの名優を見られなかった世代からは一種のやっかみや羨望を抱かれやすい。ただ、こうした傾向は團菊全盛期に始まったことではなく、「團菊爺」よりさらに一世代上で明治中期にはまだ健在であった、市川團十郎 (7代目)、尾上菊五郎 (3代目)ら、文政末から天保、幕末にかけての名優を記憶している「天保老人」と称された古老が存在した。